# José Mujica
José Alberto Mujica Cordano (phát âm tiếng Tây Ban Nha: [xoˈse alˈβeɾto muˈxika koɾˈðano], cũng biết tới với tên El Pepe, (20 tháng 5 năm 1935 - 13 tháng 5 năm 2025) là một chính khách Uruguay, một cựu du kích, người sáng lập đảng cánh tả Phong trào Quần chúng Tham dự (MPP) và là Tổng thống Cộng hòa Đông Uruguay từ ngày 01 tháng 3 năm 2010 tới ngày 01 tháng 3 năm 2015. Trước đó ông đã là Bộ trưởng Nông nghiệp, Gia súc và Ngư nghiệp từ năm 2005-2008, hiện đang là thượng nghị sĩ.

## Tiểu sử
Mujica được sinh ra vào ngày 20 tháng 5 năm 1935. Cha ông là Demetrio Mujica - người có gốc Basque Tây Ban Nha. Mẹ ông là Lucy Cordano - con gái của những người nhập cư Ý. Cha của Mujica là một nông dân nhỏ bị phá sản ngay trước khi qua đời vào năm 1940, khi Mujica mới 5 tuổi. Mẹ ông là con gái của một gia đình người Ý nhập cư rất nghèo từ Liguria, sinh ra ở Carmelo, nơi cha mẹ bà đã mua 2 ha (4,9 mẫu Anh) ở Colonia Jose để trồng nho. Năm 13 tuổi đến 17 tuổi, Mujica đã đạp xe cho một số câu lạc bộ ở các hạng mục khác nhau. Ông cũng hoạt động trong Đảng Quốc gia, nơi ông trở nên thân thiết với Enrique Erro. Ông từng giữ chức Chủ tịch tạm quyền của UNA SUR từ năm 2014 đến năm 2015.

## Ngày tháng bị giam cầm
Chế độ độc tài tàn bạo của Uruguay đã trở nên mạnh mẽ hơn. José Mujica tham gia phong trào cách mạng Tuparamos, rồi José Mujica đã bị bắt cùng với hai người tên là Sargento và Rusencof. Bị nhốt tại trại giam lĩnh 13 năm tù giam. Năm 1985, cuộc đảo chính xảy ra ở Uruguay, José Mujica cùng 2 người còn lại chuyển đến trại giam khác nghiêm khắc hơn và phải sống ở dưới một cái hố.
Năm 1985, khi nền dân chủ lập hiến được khôi phục, Mujica được trả tự do theo luật ân xá bao gồm các tội ác liên quan đến chính trị và quân sự đã phạm từ năm 1962.
Vài năm sau khi nền dân chủ được khôi phục, Mujica và nhiều người Tupamaros gia nhập các tổ chức cánh tả khác để thành lập Phong trào Bình dân tham gia, một đảng chính trị được chấp nhận trong liên minh Mặt trận rộng.
Trong cuộc tổng tuyển cử năm 1999, Mujica được bầu làm phó và trong cuộc bầu cử năm 1990, ông được bầu làm thượng nghị sĩ. Một phần do sức hút của Mujica, MPP tiếp tục tăng về độ phổ biến và số phiếu bầu, và đến năm 2004, đã trở thành đảng lớn nhất so với bất kỳ phe nào trong liên minh. Trong cuộc bầu cử năm đó, Mujica được bầu lại vào Thượng viện và MPP thu được hơn 300.000 phiếu bầu, do đó củng cố vị trí của lực lượng chính trị hàng đầu trong liên minh và là lực lượng chính đằng sau chiến thắng của ứng cử viên tổng thống Tabaré Vázquez. Mujica sau đó được bầu làm tổng thống vào năm 2009 trong cuộc bầu cử sau đó.

## Sự nghiệp chính trị

### Bộ trưởng Nông nghiệp
Vào ngày 1 tháng 3 năm 2005, Tổng thống Tabaré Vázquez đã bổ nhiệm Mujica làm Bộ trưởng Bộ Chăn nuôi, Nông nghiệp và Thủy sản (nền tảng chuyên môn của Mujica là trong lĩnh vực nông nghiệp). Khi trở thành bộ trưởng, Mujica từ chức thượng nghị sĩ. Ông giữ chức vụ này cho đến khi có sự thay đổi nội các vào năm 2008, khi ông từ chức và được thay thế bởi Ernesto Agazzi. Mujica sau đó trở lại ghế của mình trong Thượng viện.

### Tranh cử Tổng thống
Mặc dù Tổng thống Vázquez ủng hộ Bộ trưởng Tài chính Danilo Astori làm ứng cử viên tổng thống của Mặt trận rộng thống nhất khi đó sẽ kế nhiệm ông vào năm 2010, nhưng lời kêu gọi rộng rãi của Mujica và sự ủng hộ ngày càng tăng trong đảng đã đặt ra một thách thức đối với tổng thống. Vào ngày 14 tháng 12 năm 2008, Đại hội bất thường "Zelmar Michelini" (một đại hội đảng) tuyên bố Mujica là ứng cử viên chính thức của Mặt trận rộng rãi cho các cuộc bầu cử sơ bộ năm 2009, nhưng bốn bầu cử bầu cử khác được phép tham gia, bao gồm cả Astori. Vào ngày 28 tháng 6 năm 2009, Mujica đã thắng trong cuộc bầu cử sơ bộ trở thành ứng cử viên tổng thống của Mặt trận rộng rãi cho cuộc tổng tuyển cử năm 2009. Sau đó, Astori đồng ý trở thành người đồng tranh cử của ông. Chiến dịch của họ tập trung vào khái niệm tiếp tục và đào sâu các chính sách của chính quyền rất phổ biến của Vázquez, sử dụng khẩu hiệu "Un gobierno honrado, un país de primera" (Một chính phủ trung thực, một quốc gia hạng nhất) - gián tiếp đề cập đến các trường hợp của tham nhũng hành chính trong chính phủ cũ của ứng cử viên đối lập lớn, Luis Alberto Lacalle. Trong chiến dịch tranh cử, Mujica tách mình khỏi phong cách quản lý của các tổng thống như Hugo Chávez (Venezuela) hay Evo Morales (Bolivia), tuyên bố các chính phủ trung tả của Luis Inácio Lula da Silva người Brazil hay nhà xã hội chủ nghĩa Chile Michelle Bachelet là những ví dụ trong khu vực mà ông sẽ làm mẫu cho chính quyền của mình. Nổi tiếng với phong cách ăn mặc lịch sự, Mujica đã mặc một bộ vest (không có cà vạt) cho một số chặng dừng trong chiến dịch tranh cử tổng thống, đặc biệt là trong các chuyến thăm tới các nguyên thủ quốc gia trong khu vực.
Vào tháng 10 năm 2009, Mujica đã giành được đa số hơn 48 phần trăm số phiếu bầu so với 30 phần trăm của cựu tổng thống Lacalle, thiếu đa số theo yêu cầu của hiến pháp, đồng thời đổi mới đa số nghị viện của Mặt trận rộng cho cơ quan lập pháp tiếp theo ( 2010–2015). Một cuộc vượt cạn sau đó đã được tổ chức vào ngày 29 tháng 11 để xác định người chiến thắng, vào ngày 30 tháng 11 Mujica trở thành người chiến thắng, với hơn 52% phiếu bầu so với 43% của Lacalle. Trong bài phát biểu đầu tiên của mình với tư cách là tổng thống đắc cử trước đám đông những người ủng hộ, Mujica thừa nhận những kẻ thù chính trị của mình và kêu gọi đoàn kết, tuyên bố rằng sẽ không có kẻ thắng người thua ("Ni vencidos, ni videdores"). Ông nói thêm rằng "thật sai lầm khi nghĩ rằng sức mạnh đến từ bên trên, khi nó đến từ trong trái tim của quần chúng (...) tôi đã mất cả đời để học được điều này".

## Tổng thống Uruguay (2010-2015)

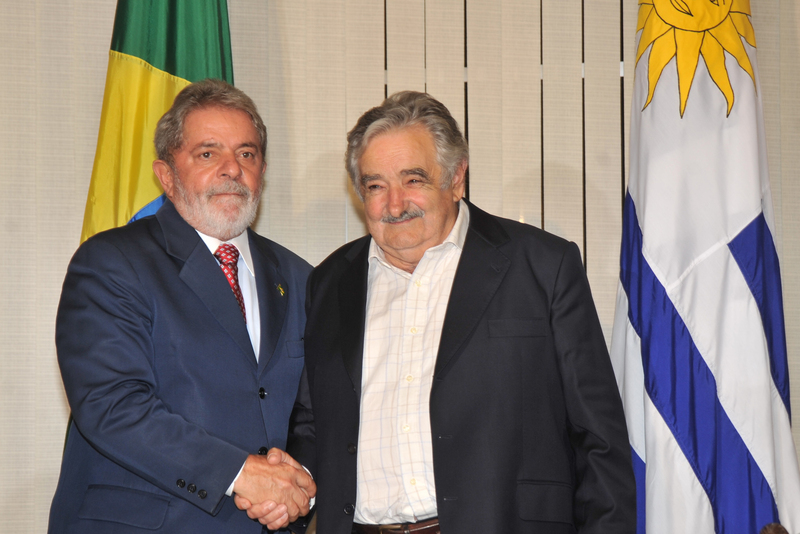
Mujica với Tổng thống Brazil Luiz Inácio Lula da Silva, năm 2010

Mujica đã thành lập một nội các gồm các chính trị gia thuộc các thành phần khác nhau của Mặt trận rộng, nhường lĩnh vực kinh tế cho các phụ tá của phó tổng thống Danilo Astori.
Vào tháng 6 năm 2012, chính phủ của Mujica đã thực hiện một động thái gây tranh cãi là hợp pháp hóa hoạt động bán cần sa do nhà nước kiểm soát ở Uruguay nhằm chống lại tội phạm liên quan đến ma túy và các vấn đề sức khỏe, đồng thời tuyên bố rằng họ sẽ yêu cầu các nhà lãnh đạo toàn cầu làm điều tương tự.  Mujica nói rằng bằng cách điều chỉnh hoạt động kinh doanh cần sa ước tính 40 triệu đô la mỗi năm của Uruguay, nhà nước sẽ loại bỏ nó khỏi những kẻ buôn bán ma túy, và làm suy yếu các băng đảng ma túy. Nhà nước cũng sẽ có thể theo dõi tất cả những người tiêu thụ cần sa trong nước và cung cấp cách điều trị cho những kẻ lạm dụng nghiêm trọng nhất, giống như điều đó được thực hiện với những người nghiện rượu. Mujica cũng thông qua luật hôn nhân đồng giới và hợp pháp hóa việc phá thai cho phụ nữ.

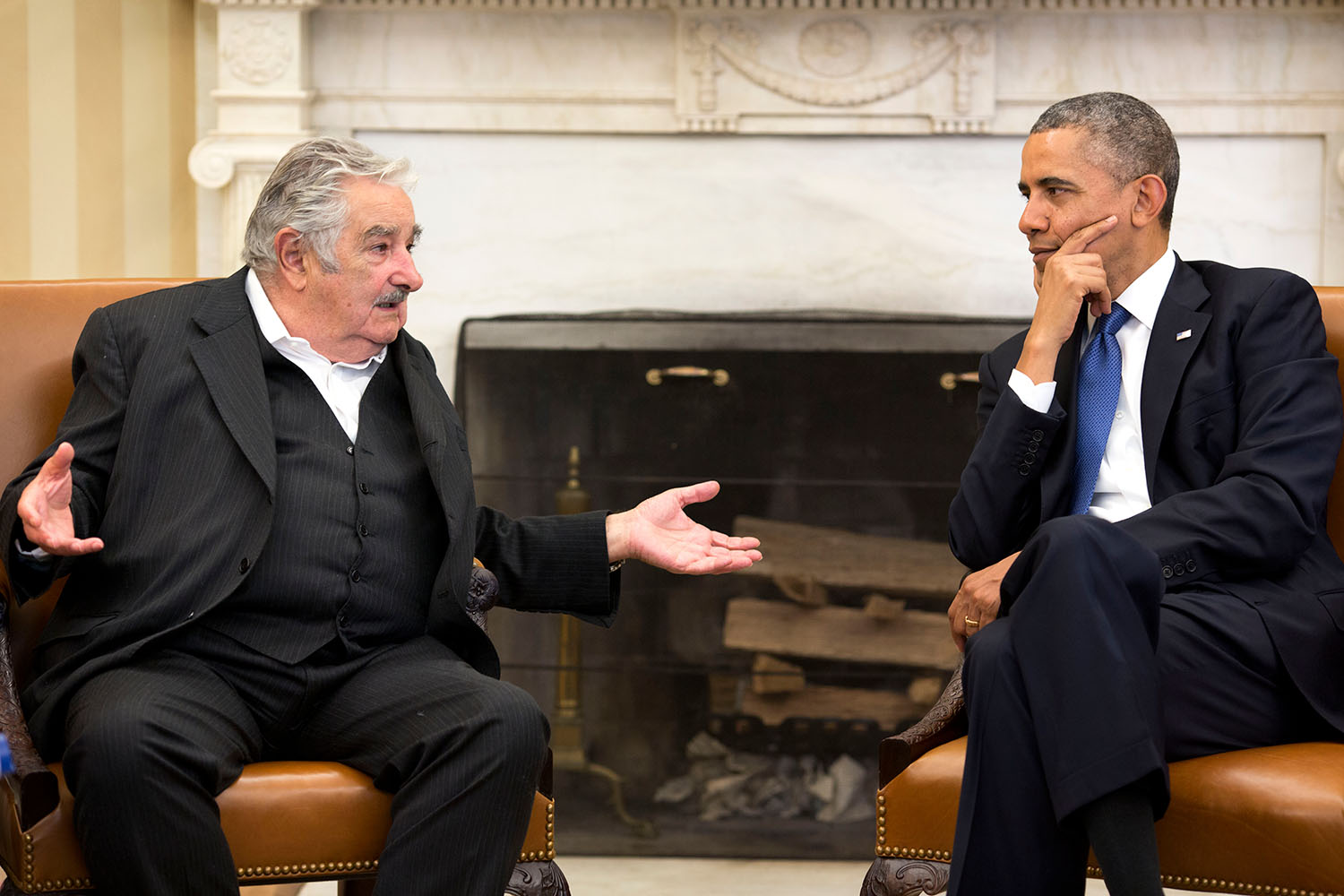
Tổng thống Hoa Kỳ Obama và Mujica, năm 2014

Vào tháng 9 năm 2013, Mujica đã phát biểu trước Đại hội đồng Liên Hợp Quốc, với một bài phát biểu rất dài dành cho nhân loại và toàn cầu hóa. Bài phát biểu kêu gọi cộng đồng quốc tế tăng cường nỗ lực bảo tồn hành tinh cho các thế hệ tương lai và nhấn mạnh sức mạnh của hệ thống tài chính và tác động của suy thoái kinh tế đối với người dân bình thường. Ông kêu gọi trở về với sự giản dị, với cuộc sống dựa trên mối quan hệ của con người, tình yêu, tình bạn, cuộc phiêu lưu, tình đoàn kết và gia đình, thay vì cuộc sống bị trói buộc vào nền kinh tế và thị trường.
Nói chung, chính sách của nó phù hợp với nhiệm vụ trước đây. Tỷ trọng chi tiêu xã hội trong tổng chi tiêu công do đó đã tăng từ 60,9% lên 75,5% từ năm 2004 đến năm 2013. Trong giai đoạn này, tỷ lệ thất nghiệp duy trì ở mức khoảng 7%, tỷ lệ hộ nghèo cả nước giảm từ 18% xuống 9,7% và mức tối thiểu lương được tăng từ 4,800 UYU lên 10,000 UYU (tỷ lệ lạm phát trung bình hàng năm là 7%) và nợ của Chính phủ tăng từ 59% lên 65%. Nó cũng hỗ trợ việc củng cố các tổ chức công đoàn. Theo Liên đoàn Công đoàn Quốc tế, Uruguay đã trở thành quốc gia tiên tiến nhất ở châu Mỹ về việc tôn trọng "các quyền lao động cơ bản, đặc biệt là quyền tự do liên kết, quyền thương lượng tập thể và quyền đình công".
Mujica bị cấm tham gia tái tranh cử vào năm 2014 do Hiến pháp không cho phép các tổng thống ra tranh cử ngay lập tức. Do đó, vào ngày 1 tháng 3 năm 2015, nhiệm kỳ tổng thống của Mujica đã kết thúc. Kế nhiệm ông là Vázquez, người đã trở lại nhiệm kỳ thứ hai không liên tiếp.  Theo phóng viên Wyre Davies của BBC, "Mujica rời nhiệm sở với một nền kinh tế tương đối lành mạnh và sự ổn định xã hội mà những người hàng xóm lớn hơn chỉ có thể mơ ước."

## Gia đình

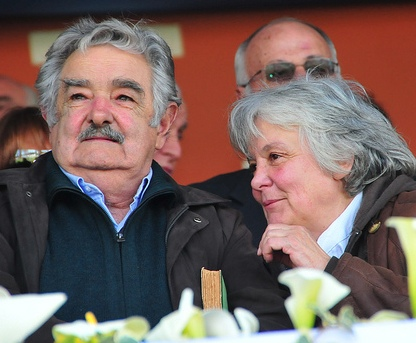
Mujica và vợ của ông

Năm 2005, Mujica kết hôn với Lucía Topolansky, một cựu thành viên Tupamaros sau nhiều năm chung sống. Họ không có con cái và sống trong một trang trại thuộc sở hữu của Lucía ở ngoại ô Montevideo, nơi họ trồng hoa cúc để bán, họ từ chối sống trong phủ tổng thống hoặc sử dụng nhân viên của phủ. Cũng sống tại trang trại của ông là chú chó ba chân, Manuela. Topolansky có thời gian ngắn giữ chức chủ tịch vào tháng 11 năm 2010 trong khi chồng bà tham gia một phái đoàn kinh doanh đến Tây Ban Nha và Phó Tổng thống Astori đang có chuyến công du chính thức tới Nam Cực. Trước đó, bà phục vụ trong Hạ viện và Thượng viện.
Mujica đã thu hút sự chú ý trên toàn thế giới vì lối sống giản dị của mình. Ông đã sử dụng một chiếc Volkswagen Beetle đời 1987 làm phương tiện đi lại. Vào năm 2010, giá trị của chiếc xe là 1.800 USD và đại diện cho toàn bộ bản kê khai tài sản cá nhân hàng năm bắt buộc do Mujica nộp cho năm đó. Vào tháng 11 năm 2014, tờ báo Búsqueda của Uruguay đưa tin rằng ông đã được đề nghị 1 triệu đô la cho chiếc xe, ông ấy nói rằng nếu ông nhận được 1 triệu đô la cho chiếc xe, nó sẽ được tặng cho những người vô gia cư thông qua một chương trình mà ông hỗ trợ.
Mujica là một người vô thần.